# هشپه
هشپه (به آلمانی: Hespe) یک شهر در آلمان است که در شاومبورگ واقع شده‌است. هشپه ۲٬۱۵۷ نفر جمعیت دارد.